# Solomon Manaszwili
Solomon Manaszwili (gruz. სოლომონ მანაშვილი; ur. 31 lipca 2001) – gruziński zapaśnik startujący w stylu wolnym. Wicemistrz Europy w 2025. Czwarty w Pucharze Świata w 2022. 
Drugi na MŚ U-23 w 2022. Mistrz Europy U-23 w 2022 i drugi w 2024. Trzeci na ME kadetów w 2018 roku.